# Леви-Леран, Пьер Марк Гастон де
Пьер Марк Гастон де Леви-Леран (фр. Pierre-Marc-Gaston de Lévis; 7 марта 1764 — 15 февраля 1830) — французский политик и афорист.

## Биография
Сын Франсуа Гастона де Леви-Леран, 2-й герцог де Леви, депутат Учредительного собрания. Эмигрировал в 1792, возвратился после 18 брюмера и получил титул пэра Франции. 30 сентября 1820 году награждён орденом Святого Духа.
Он оставил различные труды по литературе и политэкономии, будучи остроумным писателем на разные темы, автор афоризмов «Положение обязывает» и «Скука — это болезнь, лекарство от которой — труд»; в 1816 году избран членом Французской академии.